# Sennik (Bułgaria)
Sennik (bułg. Сенник) – wieś w środkowej Bułgarii, w obwodzie Gabrowo, w gminie Sewliewo. Według danych Narodowego Instytutu Statystycznego, 31 grudnia 2011 roku wieś liczyła 830 mieszkańców.

## Kultura
Dawniej miejscowość nazywała się Czadyrlij. We wsi znajduje się pomnik i dom Dana Kołowa, bułgarskiego zapaśnika i zawodnika wrestlingu. W Senniku funkcjonujedom kultury, gdzie działa zespół folklorystyczny prowadzony przez Christinę Christową.

## Osoby związane z Sennikiem
- Dan Kołow – zapaśnik
- Micho Michow – generał
- Plamen Studenkow – generał dywizji, dyrektor "Wojennej Informacji"